# Пантеон Славы (село Крым)
Пантеон Славы — мемориальный комплекс в селе Крым (Ростовская область), установленный в память о жителях села, полегших в боях Великой Отечественной войны.

## История
Комплекс построен на деньги колхоза им. Лукашина и официально открыт 9 мая 1970 года. Его возводили в течение пяти лет, начав в 1965 году. Инициатива увековечения памяти жителей села, полегших во время Великой Отечественной войны, принадлежит ученикам и преподавателям местной школы № 5. Они собрали информацию о погибших солдатах Советской Армии — персональные документы, переписка, фото, сведения о званиях, военных частях, орденах, местах смерти. Была проведена большая поисковая работа. Проект памятника утвердил художественный совет Ростовского отделения художественного фонда РСФСР. Над проектом работали скульпторы Джлаухян А. Х., Шубин Ю. В., архитекторы Галепин Г. Г. и Кузнецов Л. В.
В 1972 году на территории комплекса был помещён Вечный огонь. Со времени открытия комплекса и по сегодняшний день его посетили десятки тысяч людей, в частности туристы из 42 государств мира. Четыре крупные книги отзывов с записями на многих языках, хранятся ныне в качестве экспоната в сельском музее.
Приказом № 124 от 31 декабря 2002 года включён в список выявленных объектов культурного наследия.

## Архитектура

Пантеон Славы

Комплекс представляет собой скульптурную группу и полукруглую постройку пантеона из тёмного туфа. Вверху скорбит пожилая женщина. Левой рукой она придерживает внука, правой — невестку. Самых дорогих мужчин: сына, мужа, отца — забрала война.
Перед скульптурой находятся пять плит, на них выгравированы годы войны: 1941, 1942, 1943, 1944, 1945. Венчает комплекс полукруглое строение из розового туфа — пантеон, на котором по-русски и по-армянски написано «Погибшие за Родину не умирают». Внутри пантеона — мраморные плиты с портретами, изображениями на эмалевых пластинках (в сумме 365) с именами павших воинов — жителей села Крым, и сверху фраза «Вечная память односельчанам, погибшим в годы Великой Отечественной войны 1941-45 гг.». На стене с другой стороны изображения и имена солдат, погибших в битвах за освобождение с. Крым.